# Масуми, Фардин
Фардин Масуми (перс. فردین معصومی ولدی‎; род. 10 ноября 1977, Масал, Иран) — иранский борец талышского происхождения вольного стиля, призёр чемпионатов мира и четырёхкратный чемпион Азии.